# Manbuta pygmalion
Manbuta pygmalion är en fjärilsart som beskrevs av William Schaus 1914. Manbuta pygmalion ingår i släktet Manbuta och familjen nattflyn. Inga underarter finns listade i Catalogue of Life.